# Taumas
Taumas (gr. Θαύμας Thaúmas, łac. Thaumas – cud) – jedno z pierwotnych bóstw zjawisk przyrodniczych na morzu w mitologii greckiej, syn Pontosa (Morza) i Gai (Ziemi), brat Nereusa, Forkosa, Keto i Eurybii. Połączył się z okeanidą, Elektrą, i miał z nią dzieci: harpie i Iris oraz Hydaspesa. Taumas zachwycał ludzi zjawiskami, których nie rozumieli i stąd nazywali cudami. Z racji urodzenia należał do bóstw morskich, dlatego też morze było obszarem jego „cudotwórczej” działalności. Nie istnieją mity związane z Taumasem.